# Peperomia skottsbergii
Peperomia skottsbergii là một loài thực vật có hoa trong họ Hồ tiêu. Loài này được C. DC. ex Skottsb. miêu tả khoa học đầu tiên.